# Echinosteliida
Echinosteliida o Echinosteliales es un orden de mixomicetos de la clase Myxogastrea. Se caracterizan por esporas que se desarrollan internamente y por la presencia de un verdadero capilicio. El cuerpo fructífero es pequeño o diminuto, de menos de 0,5 mm de alto y estipitado (situado sobre un pedúnculo o estipe). Las filogenias moleculares separan Myxogastrea, a excepción de Ceratiomyxida, en dos clados basales que se diferencian por el color de las esporas. Estos son el clado de esporas de color brillante (órdenes Echinosteliida, Trichiida y Liceida) y el de esporas oscuras (órdenes Physarida y Stemonitida). Echinosteliida se encuentra en la base del clado de esporas de color brillante.